# Ange-Marie Michelosi
Ange-Marie Michelosi, né le 17 avril 1954 à Albitreccia (Corse-du-Sud), est un membre supposé du grand banditisme corse. 
Il a été assassiné le 8 juillet 2008 à Grosseto-Prugna, sur la rive sud du golfe d'Ajaccio. 
Ange-Marie Michelosi est considéré comme proche de Jean-Jérôme Colonna, surnommé « Jean-Jé » Colonna, décrit comme un des derniers parrains corses et mort dans un accident de voiture en novembre 2006. 
Ange-Marie Michelosi est alors propriétaire de la brasserie Le Petit Bar à Ajaccio qui donne son nom au Gang du Petit bar, médiatisé en 2006 par le journal Le Point sur informations des Renseignements Généraux en lien avec un proche d'Alain Orsoni.
Frère de Marie-Jeanne Bozzi (maire de Grosseto-Prugna - Porticcio), assassinée en 2011, il est également le père d'Ange-Marie Michelosi (fils, né en 1989) qui a quant à lui été poursuivi et condamné à deux ans de prison pour détention et transport d'armes dans le cadre de l'enquête concernant la tentative d'assassinat sur Alain Orsoni.